# Kerk van Schotland
De Kerk van Schotland (Engels: Church of Scotland) is een presbyteriaanse kerk in Schotland. Ze staat ook wel bekend onder haar naam in het Schots, de Kirk. De leer van de Kerk van Schotland behoort tot het calvinisme.
De Kerk telt ongeveer 727 predikanten, 1353 plaatselijke gemeenten en 325.695 leden, die ongeveer 6% van de Schotse bevolking uitmaken. Het aandeel van de Schotten dat zegt een aanhanger van de Kirk te zijn ligt echter veel hoger, op ongeveer 42% van de bevolking. Terwijl de Britse koning het hoofd van de Kerk van Engeland is, is hij een gewoon lid van de Kerk van Schotland. Koningin Elizabeth II ging regelmatig ter kerke in een gebouw van de Kerk nabij Balmoral Castle.

## Geschiedenis
Het kerkgenootschap is ontstaan onder invloed van de Schotse Reformatie. Deze reformatie werd vanaf 1559 geleid door de invloedrijke hervormer John Knox. De Kerk van Schotland is de nationale kerk van Schotland. Dit moet niet verward worden met het concept van een staatskerk. Anders dan de Kerk van Engeland, de Anglicaanse Kerk, is de Kerk van Schotland naar eigen zeggen nooit tot staatskerk uitgeroepen, ook al worden haar statuten door het Schots Parlement erkend. Desondanks heeft de Kerk van Schotland, anders dan de Kerk van Engeland, volledige autonomie op religieus gebied.
De Kerk van Schotland speelde een belangrijke rol bij de oprichting van scholen in Schotland, vanuit het ideaal dat iedere Schot de Bijbel moest kunnen lezen. Vandaag de dag beheert de Kirk geen scholen meer omdat zij haar schoolsysteem in de 19e eeuw heeft overgedragen aan de staat. Desondanks spreken de statuten van de Kirk van een plicht om de leer van de Kerk in alle plaatsen van Schotland te verkondigen, hetgeen inhoudt dat de Kerk van Schotland aanwezig is in iedere gemeenschap in Schotland. The Church of Scotland Guild, voorheen de vrouwenbeweging van de Kirk, is nog steeds de grootste vrijwilligersorganisatie van Schotland. Net als andere kerkgenootschappen heeft de Kerk van Schotland te maken met de gevolgen van secularisering.

## Leer en organisatie
De leer van het kerkgenootschap is calvinistisch van aard. Het leidende geloofsdocument is de Westminster Confession of Faith dat nog steeds invloedrijk is binnen de Kirk en binnen presbyteriaanse kerken wereldwijd. Ze kent geen officieel erkend gebedenboek (prayer book), maar wel een officieel liedboek (hymn book). Zoals de meeste protestantse kerkgenootschappen heeft de Kerk van Schotland twee sacramenten: de doop en het Heilig Avondmaal.
John Knox, de stichter van de Kerk, had geen uitgesproken opvatting over de rol van bisschoppen in het kerkelijk bestuur. Op aandringen van koning Jacobus VI die een Kerk zonder bisschoppen in tegenspraak vond met zijn goddelijk recht om te regeren ("no bishop, no king"), kende de Kirk tot aan de dood van Jacobus in 1625 aartsbisschoppen en bisschoppen. Maar de presbyteriaanse beweging in de Kirk had ook veel aanhang en zij wenste de macht bij de plaatselijke geloofsgemeenschappen te leggen. Daaruit is de huidige organisatie van de Kerk van Schotland voortgekomen. In deze presbyteriaanse kerkorganisatie kennen de plaatselijke gemeenten een grote mate van zelfbestuur. De gemeentes worden bestuurd door een kerkenraad, bestaande uit predikanten en ouderlingen (presbyters). Kwesties die voor alle gemeentes van belang zijn worden behandeld op de synode, een vergadering waarop alle plaatselijke kerken (direct of indirect) zijn vertegenwoordigd. 

### Huwelijk
Sinds 23 mei 2022 laat het kerkgenootschap toe dat haar geestelijken homohuwelijken inzegenen.

## Logo
De Kerk van Schotland heeft net als de Christelijke Gereformeerde Kerken in Nederland een verwijzing naar het brandend braambos in haar logo. 